# George Eastman Museum
El George Eastman Museum es un museo de fotografía de Rochester, Nueva York, Estados Unidos. Se encuentra ubicado en la que fuera residencia de Eastman Kodak y está considerado como el museo fotográfico más antiguo del mundo.
Como herencia de George Eastman fue confiada a la universidad de Rochester que tras la Segunda Guerra Mundial pasó su gestión a una fundación. Así la idea de crear un museo se inició en 1947 con el objeto de guardar y preservar la historia de la fotografía y el cine. En 1949 abrió sus puertas al público con el nombre de George Eastman House. En 2015 cambió su nombre a George Eastman Museum.
Cuenta con una colección de 400.000 fotografías de más de 8.000 fotógrafos y con una de las mayores colecciones de daguerrotipos con unos 3.500. Asimismo tiene gran parte del legado de Alfred Stieglitz que fue donada por su viuda y asciende a unas 4.300 obras así como gran cantidad de las obras de Steichen.
Prácticamente todos los grandes fotógrafos que han surgido en los últimos 50 años están representados. Entre los fotógrafos contemporáneos incluidos se encuentran Steve McCurry, Robert Frank, James Nachtwey, Sebastião Salgado o Manuel Rivera-Ortiz.
Es un hito histórico nacional de los Estados Unidos desde el 13 de noviembre de 1966.
Los directores que ha tenido son:
| Periodo         | Nombre            |
| --------------- | ----------------- |
| 1947 – 1958     | Oscar N. Solbert  |
| 1958 – 1971     | Beaumont Newhall  |
| 1971 – 1972     | Van Deren Coke    |
| 1972 – 1981     | Robert J. Doherty |
| 1981 – 1989     | Robert A. Mayer   |
| 1989 – 1995     | James L. Enyeart  |
| 1996 – 2012     | Anthony Bannon    |
| 2012 – presente | Bruce Barnes      |

## Premios George Eastman
Se otorgan desde 1955 para premiar las contribuciones al cine. Entre los premiados se encuentran:
- 1965 - Fred Astaire (Actor)
- 1973 - Johnny Weissmuller (Actor)
- 1975 - Blanche Sweet (Actriz)
- 1976 - George Cukor (Director), Karl Struss (Director de fotografía)
- 1978 - James Stewart (Actor), Willard Van Dyke (Director)
- 1982 - Joan Bennett (Actriz), Louise Brooks (Actriz), Dolores del Río (Actriz), Myrna Loy (Actriz), Maureen O'Sullivan (Actriz), Luise Rainer (Actriz), Sylvia Sidney (Actriz)
- 1987 - Gregory Peck (Actor)
- 1990 - Lauren Bacall (Actriz)
- 1992 - Audrey Hepburn (Actriz)
- 1994 - Martin Scorsese (Cineasta)
- 1997 - Isabella Rossellini (Actriz)
- 1999 - Meryl Streep (Actriz)
- 2003 - Kim Novak (Actriz)
- 2012 - Richard Gere (Actor)
- 2013 - Roger Corman (Director, Productor, Distribuidor)
- 2015 - Michael Douglas (Actor, Productor)[5]
- 2016 - Michael Keaton (Actor)[6]
- 2017 - Vittorio Storaro (Director de fotografía)
- 2019 - Julia Roberts (Actriz, Productora)[7]
- 2023 - Jodie Foster (Actriz, Directora)[8]